# 大森志郎
大森志郎（日语：／ Ōmori Shiruo，1905年2月4日—1992年9月9日）是日本史以及民俗学者。

## 生平
大森志郎出生於福島縣，1928年畢業於東北帝國大學史学科，1930年7月加入南滿洲鐵道，1936年6月出任满铁抚顺图书馆館長，後擔任建国大学教授。第二次世界大戰結束後，擔任東京女子大學教授以及創價大學教授。

## 著作
- 《上代（日语：上代）日本と支那思想》 拓文堂 1944
- 《魏志倭人傳の研究》 宝文館 1955
- 《米と人口と歴史 元々社》 1955 (民族教養新書)
- 《曠野のはてに》 作文社 1966
- 《歴史と民俗學 岩崎美術社》 1967 (民俗民藝双書)
- 《ひとりぼっちの漱石忌》 東京作文社 1970.5
- 《米の話》 1970 (潮新書)
- 《やまたのをろち》 学生社 1970
- 《日本文化史論考》 創文社（日语：創文社） 1975

## 共著
- 《日本文化論纂》 拓文堂 1939
- 《日本文化史講座》 全6巻 肥後和男（日语：肥後和男）共著 明治書院 1958-1959
- 《日本史ハンドブック》 遠藤元男（日语：遠藤元男）共著 朝倉書店（日语：朝倉書店） 1963